# グロンウォールの不等式
数学の分野におけるグロンウォールの不等式（ぐろんうぉーるのふとうしき、英: Gronwall's inequality）は、ある微分不等式あるいは積分不等式をみたす関数を、対応する微分方程式あるいは積分方程式の解によって評価する結果として得られる不等式のことである。微分型のものと積分型のものの二種類が存在し、後者にはいくつかの変形版が存在する。
グロンウォールの不等式は、常微分方程式および確率微分方程式の理論において、様々な解の評価を得るために用いられる。特に、初期値問題の解の一意性を証明する際によく用いられる（例えばピカール＝リンデレーフの定理を参照されたい）。
この不等式は、スウェーデンの数学者であるグロンウォール (1877–1932) の名にちなむ。スウェーデン語での彼の名前の表記は「Grönwall」であるが、アメリカ合衆国に異動したのちの彼の出版物においては「Gronwall」の表記が用いられている。
この不等式の微分型に関する証明は、1919年にグロンウォールによって行われた。積分型に関する証明は、1943年に応用数学者のリチャード・E・ベルマンによって行われた。
グロンウォールの不等式の非線形系への一般化は、ビハリの不等式として知られている。

## 微分型
実数 a < b に対し、[a, ∞) か [a, b] あるいは [a, b) のいずれかの形をとる実軸上の区間を I で表す。β および u を、区間 I 上で定義される実数値連続関数とする。もし関数 u が区間 I の内部 I o で微分可能であり、微分不等式
{\displaystyle u'(t)\leq \beta (t)\,u(t),\qquad t\in I^{\circ }}
を満たすならば、関数 u は対応する微分方程式 y ′(t) = β(t) y(t) の解によって上から評価される。すなわち
{\displaystyle u(t)\leq u(a)\exp {\biggl (}\int _{a}^{t}\beta (s)\,\mathrm {d} s{\biggr )}}
が、区間 I に含まれるすべての t に対して成立する。
注意: ここでは関数 β および u の符号に関して何の仮定も置いていない。

### 証明
関数
{\displaystyle v(t)=\exp {\biggl (}\int _{a}^{t}\beta (s)\,\mathrm {d} s{\biggr )},\qquad t\in I}
を定義する。ここで v(a) = 1 であり、v(t) > 0 が区間 I の任意の t に対して成立するとともに
{\displaystyle v'(t)=\beta (t)\,v(t),\qquad t\in I^{\circ },}
が成立することに注意されたい。今、関数の商の微分法則により
{\displaystyle {\frac {d}{dt}}{\frac {u}{v}}={\frac {u'v-v'u}{v^{2}}}\leq {\frac {\beta uv-\beta vu}{v^{2}}}=0,\qquad t\in I^{\circ }}
が成立するため、平均値の定理を応用することにより
{\displaystyle {\frac {u(t)}{v(t)}}\leq {\frac {u(a)}{v(a)}}=u(a),\qquad t\in I}
が得られるが、これは求める不等式に他ならない。

## 連続関数に対する積分型
実数 a < b に対し、[a,∞) か [a,b] あるいは [a,b) のいずれかの形をとる実軸上の区間を I とする。α、β および u を、区間 I 上定義される実数値関数とする。関数 β および u は連続であるとし、関数 α の負の部分は区間 I に含まれるすべての閉の有界部分区間において積分可能であるとする。
- (a) もし関数 β が非負であり、関数 u が積分不等式

{\displaystyle u(t)\leq \alpha (t)+\int _{a}^{t}\beta (s)u(s)\,\mathrm {d} s,\qquad \forall t\in I}
を満たすなら
{\displaystyle u(t)\leq \alpha (t)+\int _{a}^{t}\alpha (s)\beta (s)\exp {\biggl (}\int _{s}^{t}\beta (r)\,\mathrm {d} r{\biggr )}\mathrm {d} s,\qquad t\in I}
が成立する。
- (b) さらにもし関数 α が非減少関数であるなら

{\displaystyle u(t)\leq \alpha (t)\exp {\biggl (}\int _{a}^{t}\beta (s)\,\mathrm {d} s{\biggr )},\qquad t\in I.}
が成立する。
注意:
- 関数 α および u の符号に関しては何の仮定も置いていない。
- 微分型の場合とは異なり、積分型においては関数 u の微分可能性は求められていない。
- 関数 β および u の連続性を必要としない場合については、次節の内容を参照されたい。

### 証明
(a) 関数
{\displaystyle v(s)=\exp {\biggl (}{-}\int _{a}^{s}\beta (r)\,\mathrm {d} r{\biggr )}\int _{a}^{s}\beta (r)u(r)\,\mathrm {d} r,\qquad s\in I}
を定義する。関数の積の微分公式、連鎖法則、指数関数の微分公式および微分積分学の基本定理を用いることにより、微分
{\displaystyle v'(s)={\biggl (}\underbrace {u(s)-\int _{a}^{s}\beta (r)u(r)\,\mathrm {d} r} _{\leq \,\alpha (s)}{\biggr )}\beta (s)\exp {\biggl (}{-}\int _{a}^{s}\beta (r)\mathrm {d} r{\biggr )},\qquad s\in I}
を得ることが出来る。ここで式の上からの評価のために、定理の仮定で現れた積分不等式を用いている点に注意されたい。関数 β および指数関数は非負であるため、この式は関数 v の微分に対する上からの評価を与えていることが分かる。v(a) = 0 であるため、この不等式を a から t まで積分することにより
{\displaystyle v(t)\leq \int _{a}^{t}\alpha (s)\beta (s)\exp {\biggl (}{-}\int _{a}^{s}\beta (r)\,\mathrm {d} r{\biggr )}\mathrm {d} s}
を得る。この不等式と、指数関数の関数方程式および関数 v(t) の定義を用いることにより
{\displaystyle {\begin{aligned}\int _{a}^{t}\beta (s)u(s)\,\mathrm {d} s&=\exp {\biggl (}\int _{a}^{t}\beta (r)\,\mathrm {d} r{\biggr )}v(t)\\&\leq \int _{a}^{t}\alpha (s)\beta (s)\exp {\biggl (}\underbrace {\int _{a}^{t}\beta (r)\,\mathrm {d} r-\int _{a}^{s}\beta (r)\,\mathrm {d} r} _{=\,\int _{s}^{t}\beta (r)\,\mathrm {d} r}{\biggr )}\mathrm {d} s\end{aligned}}}
が得られる。これを仮定に現れた積分不等式に代入することにより、求めるグロンウォールの不等式が得られる。
(b) もし関数 α が非減少関数であるなら、(a) および不等式 α(s) ≤ α(t) が成立すること、および微分積分学の基本定理により
{\displaystyle {\begin{aligned}u(t)&\leq \alpha (t)+{\biggl (}{-}\alpha (t)\exp {\biggl (}\int _{s}^{t}\beta (r)\,\mathrm {d} r{\biggr )}{\biggr )}{\biggr |}_{s=a}^{s=t}\\&=\alpha (t)\exp {\biggl (}\int _{a}^{t}\beta (r)\,\mathrm {d} r{\biggr )},\qquad t\in I\end{aligned}}}
が得られ、証明が完成される。

## 局所有限測度を持つ積分型
実数 a < b に対し、[a, ∞) か [a, b] あるいは [a, b) の形を持つ実軸上の区間を I で表す。α および u を区間 I 上で定義される可測関数とする。μ を、区間 I のボレルσ-代数上の局所有限測度とする（区間 I のすべての t に対して μ([a, t]) < ∞ である必要がある）。関数 u には次の成立を仮定し、その意味において測度 μ に関して積分可能であるとする:
{\displaystyle \int _{a}^{t}|u(s)|\,\mu (\mathrm {d} s)<\infty ,\qquad t\in I.}
また関数 u は積分不等式
{\displaystyle u(t)\leq \alpha (t)+\int _{[a,t)}u(s)\,\mu (\mathrm {d} s),\qquad t\in I}
を満たすとする。さらに、もし
- 関数 α は非負である。あるいは
- 関数 t → μ([a, t]) は区間 I の t について連続であり、関数 α は

{\displaystyle \int _{a}^{t}|\alpha (s)|\,\mu (\mathrm {d} s)<\infty ,\qquad t\in I}
が成立するという意味において、測度 μ について積分可能であるならば、関数 u はグロンウォールの不等式
{\displaystyle u(t)\leq \alpha (t)+\int _{[a,t)}\alpha (s)\exp {\bigl (}\mu (I_{s,t}){\bigr )}\,\mu (\mathrm {d} s)}
を区間 I のすべての t に対して満足する。ここで Is, t は開区間 (s, t) を表す。

### 注意
- 関数 α および u に対しては連続性に関する仮定は置かれていない。
- グロンウォールの不等式における積分の値は無限であっても許される。
- もし関数 α がゼロ関数であり、関数 u が非負であるなら、グロンウォールの不等式により関数 u はゼロ関数となる。
- 関数 u の測度 μ に関する積分可能性は、上述の結果を得る上で本質的である。たとえば反例として、μ を単位区間 [0, 1] 上のルベーグ測度とし、u(0) = 0 および u(t) = 1/t for t in (0, 1] で関数 u を定義し、関数 α をゼロ関数とした場合が挙げられる。

- S. Ethier および T. Kurtz の著書[3]に現れる結果では、より強い仮定として関数 α は非負の定数とし関数 u は有限区間上で有界であるとする一方で、測度 μ の局所有限性は仮定していない。この記事の以下で与えられる証明との違いとして、彼らの証明では残部 Rn(t) の挙動に関する議論を行っていないことが挙げられる。

### 特別な場合
- もし測度 μ がルベーグ測度に関する密度 β を持つなら、グロンウォールの不等式は

{\displaystyle u(t)\leq \alpha (t)+\int _{a}^{t}\alpha (s)\beta (s)\exp {\biggl (}\int _{s}^{t}\beta (r)\,\mathrm {d} r{\biggr )}\,\mathrm {d} s,\qquad t\in I}
と書き換えられる。
- もし関数 α は非負で、測度 μ の密度 β は定数 c により評価されているなら

{\displaystyle u(t)\leq \alpha (t)+c\int _{a}^{t}\alpha (s)\exp {\bigl (}c(t-s){\bigr )}\,\mathrm {d} s,\qquad t\in I}
が成立する。
- さらにもし、その非負関数 α が非減少であるなら

{\displaystyle u(t)\leq \alpha (t)+c\alpha (t)\int _{a}^{t}\exp {\bigl (}c(t-s){\bigr )}\,\mathrm {d} s=\alpha (t)\exp(c(t-a)),\qquad t\in I}
が得られる。

### 証明の概略
証明は三つの段階に分けられる。アイデアとしては、仮定に現れた積分不等式をそれ自身に n 回代入するという方法が考えられ、これは数学的帰納法を用いることにより、以下の「主張1」において行われる。「主張2」では、積測度の順列の不変性を用いることにより、単体の測度をある便利な形状へと書き換える。最後に、求めるグロンウォールの不等式の変形版を得るために、n を無限大とすることを考える。

### 証明の詳細

#### 主張1: 不等式の反復
ゼロを含む任意の自然数 n に対して
{\displaystyle u(t)\leq \alpha (t)+\int _{[a,t)}\alpha (s)\sum _{k=0}^{n-1}\mu ^{\otimes k}(A_{k}(s,t))\,\mu (\mathrm {d} s)+R_{n}(t)}
が成立する。ここで残部は
{\displaystyle R_{n}(t):=\int _{[a,t)}u(s)\mu ^{\otimes n}(A_{n}(s,t))\,\mu (\mathrm {d} s),\qquad t\in I}
とし
{\displaystyle A_{n}(s,t)=\{(s_{1},\ldots ,s_{n})\in I_{s,t}^{n}\mid s_{1}<s_{2}<\cdots <s_{n}\},\qquad n\geq 1}
は n-次元単体とし
{\displaystyle \mu ^{\otimes 0}(A_{0}(s,t)):=1}
としている。

#### 主張1 の証明
数学的帰納法を用いる。n = 0 の場合、空和がゼロであることにより、これはそのまま仮定で現れた積分不等式となる。
n での成立を仮定したときの、n + 1 の場合について考える: 関数 u に関する仮定で現れた積分不等式を残部に代入することにより
{\displaystyle R_{n}(t)\leq \int _{[a,t)}\alpha (s)\mu ^{\otimes n}(A_{n}(s,t))\,\mu (\mathrm {d} s)+{\tilde {R}}_{n}(t)}
を得る。ここで
{\displaystyle {\tilde {R}}_{n}(t):=\int _{[a,t)}{\biggl (}\int _{[a,q)}u(s)\,\mu (\mathrm {d} s){\biggr )}\mu ^{\otimes n}(A_{n}(q,t))\,\mu (\mathrm {d} q),\qquad t\in I}
とする。フビニ・トネリの定理を二つの積分の交換のために用いることで、
{\displaystyle {\tilde {R}}_{n}(t)=\int _{[a,t)}u(s)\underbrace {\int _{(s,t)}\mu ^{\otimes n}(A_{n}(q,t))\,\mu (\mathrm {d} q)} _{=\,\mu ^{\otimes n+1}(A_{n+1}(s,t))}\,\mu (\mathrm {d} s)=R_{n+1}(t),\qquad t\in I}
を得る。したがって主張1 は n + 1 についても成立する。

#### 主張2: 単体の測度
ゼロを含む任意の自然数 n および、区間 I に含まれる任意の s < t に対し
{\displaystyle \mu ^{\otimes n}(A_{n}(s,t))\leq {\frac {{\bigl (}\mu (I_{s,t}){\bigr )}^{n}}{n!}}}
が成立する。ここで等号は、関数 t → μ([a, t]) が区間 I に含まれる t について連続である場合に成立する。

#### 主張2 の証明
n = 0 の場合、定義により主張は成立する。したがって以下では n ≥ 1 の場合を考える。
Sn を {1, 2, ..., n} に含まれる元のすべての組み合わせからなる集合とする。Sn に含まれる任意の組み合わせ σ に対し、
{\displaystyle A_{n,\sigma }(s,t)=\{(s_{1},\ldots ,s_{n})\in I_{s,t}^{n}\mid s_{\sigma (1)}<s_{\sigma (2)}<\cdots <s_{\sigma (n)}\}}
を定義する。異なる組み合わせに対するそれらの集合は互いに素となり、
{\displaystyle \bigcup _{\sigma \in S_{n}}A_{n,\sigma }(s,t)\subset I_{s,t}^{n}}
が成立する。したがって
{\displaystyle \sum _{\sigma \in S_{n}}\mu ^{\otimes n}(A_{n,\sigma }(s,t))\leq \mu ^{\otimes n}{\bigl (}I_{s,t}^{n}{\bigr )}={\bigl (}\mu (I_{s,t}){\bigr )}^{n}}
が成立する。測度 μ の n-重積に関して、それらはすべて等しい測度を持ち、集合 Sn には n! 個の組み合わせが含まれていることにより、主張されている不等式が成立する。
今、関数 t → μ([a,t]) が区間 I に含まれる t について連続であると仮定する。このとき、{1,2,...,n} に含まれる異なる添え字i および j に対して、集合
{\displaystyle \{(s_{1},\ldots ,s_{n})\in I_{s,t}^{n}\mid s_{i}=s_{j}\}}
は超平面に含まれ、したがってフビニの定理を応用することにより、その μ の n-重積に関する測度はゼロとなる。
{\displaystyle I_{s,t}^{n}\subset \bigcup _{\sigma \in S_{n}}A_{n,\sigma }(s,t)\cup \bigcup _{1\leq i<j\leq n}\{(s_{1},\ldots ,s_{n})\in I_{s,t}^{n}\mid s_{i}=s_{j}\}}
であることにより、主張の不等式は成立する。

#### グロンウォールの不等式の証明
任意の自然数 n に対し、主張 2 により、主張 1 に現れる残部に対して
{\displaystyle |R_{n}(t)|\leq {\frac {{\bigl (}\mu (I_{a,t}){\bigr )}^{n}}{n!}}\int _{[a,t)}|u(s)|\,\mu (\mathrm {d} s),\qquad t\in I}
が成立することが分かる。今、測度 μ は区間 I 上で局所有限であるため、μ(Ia, t) < ∞ である。したがって、関数 u の積分可能性に関する仮定により
{\displaystyle \lim _{n\to \infty }R_{n}(t)=0,\qquad t\in I}
が得られる。主張 2 および指数関数の級数展開により、評価
{\displaystyle \sum _{k=0}^{n-1}\mu ^{\otimes k}(A_{k}(s,t))\leq \sum _{k=0}^{n-1}{\frac {{\bigl (}\mu (I_{s,t}){\bigr )}^{k}}{k!}}\leq \exp {\bigl (}\mu (I_{s,t}){\bigr )}}
が、区間 I に含まれるすべての s < t に対して得られる。もし関数 α が非負であるなら、これらの結果を主張 1 に代入することにより、関数 u についての求めるグロンウォールの不等式の変形版が得られる。
関数 t → μ([a, t]) が区間 I に含まれる t について連続である場合、主張 2  により
{\displaystyle \sum _{k=0}^{n-1}\mu ^{\otimes k}(A_{k}(s,t))=\sum _{k=0}^{n-1}{\frac {{\bigl (}\mu (I_{s,t}){\bigr )}^{k}}{k!}}\to \exp {\bigl (}\mu (I_{s,t}){\bigr )}\qquad {\text{as }}n\to \infty }
が得られ、したがって関数 α の積分可能性により、ルベーグの優収束定理を用いることで求める不等式が得られる。